# Francesco Bon

Stemma della famiglia Bon

Francesco Bon (1310 circa) è stato un politico italiano.

## Biografia
Proveniente dalla famiglia patrizia dei Bon, era figlio di Francesco, ricordato nel 1318 come ambasciatore veneziano presso il comune di Bologna. La sua data di nascita è incerta (collocabile attorno al 1310), mentre è sconosciuta quella di morte. Avvolti nel mistero pure i suoi primi quarant'anni di vita. Alcuni identificano questo personaggio con il Francesco Bon primo Podestà e Capitano di Mestre dopo che, il 29 settembre 1337, Andrea Morosini conquistò la città.

## Politica
Anche se lo storico Romanin, fissa al 1333 la data della sua missione presso i Tatari della Crimea, risulta più veritiera la data del 1336 per il suo ingresso nel Maggior Consiglio.
Della sua attività politica e diplomatica si conosce poco fin alla data del 1350.
Nel 1343 era "sapiens ordinum", ma la prima missione gli venne affidata a Candia nel 1349, di cui non si conoscono particolari.
Dalle missioni successive si deduce che era ben visto dal governo della Serenissima.
Nel 1350 durante la guerra con Genova venne inviato in Istria, e gli vennero dati pieni poteri su una terra molto difficile da gestire. Come a Venezia si ricordava dal 1289 dopo la sconfitta di Curzola. IL suo mandato si concluse con un pieno successo.
Tornato a Venezia divenne un abile e potente politico e partecipò all'elezione del doge Giovanni Gradenigo, dopo che Marino Faliero, aprile 1355 venne decapitato per tradimento.
Nel 1358, gli venne data la delicata missione, assieme al nobile Giovanni Querini, di riallacciare i rapporti commerciali col khan del Kiptchak, Berdi beg. Fu un successo. Il 12 aprile 1358: i due ambasciatori ottennero a Saray Malik Katun dal khan di ristabilire le condizioni esistenti nel commercio nel passato.
Ma il 21 aprile fu ordinato ad entrambi di chiedere a Giovanni V Paleologo, Imperatore Bizantino un risarcimento per i danni patiti a causa della guerra con Genova, prima di recarsi dal khan.
Partirono il 12 maggio 1358 per la Crimea dove fecero grandi affari, con il sindicatus dell'Imperatore Bizantino in tasca. Qui Mehmed Berdi beg khan gli concesse tutto ciò che chiesero: libero mercato sui suoi territori, e una tassa di soli 15 ducati per ogni nave veneziana che approdava nei suoi porti.
L'ultima tappa del viaggio diplomatico del Bon e del Querini, fu Kotlugh Timur, signore di Solgat, che gli concesse nuovi attracchi nella sua signoria in Crimea, per evitare di soggiornare a Caffa, colonia genovese e dover pagare a questi dei tributi.
Tornato a Venezia partecipò alle discussioni circa la rivolta dei feudatari Veneziani e degli arconti greci a Candia, e lì fu inviato a pacificare gli animi fino all'arrivo dei provveditori Piero Mocenigo, Paolo Loredan, Andrea Zeno, Lorenzo Dandolo e Giacomo Bragadin, il 25 marzo 1365.